# Зинцендорф, Филипп Людвиг фон
Филипп Людвиг фон Зинцендорф (нем. Philipp Ludwig von Sinzendorf; 14 июля 1699, Париж, королевство Франция — 28 сентября 1747, Бреслау, королевство Пруссия) — немецкий кардинал. Епископ Дьёра с 11 сентября 1726 по 3 сентября 1732. Епископ Бреслау с 3 сентября 1732 по 28 сентября 1747. Кардинал-священник с 26 ноября 1727, с титулом церкви Санта-Мария-сопра-Минерва с 14 августа 1730.